# Lactogal
Lactogal ist ein portugiesisches Unternehmen für Milch und Milchprodukte.

## Geschichte
Das Unternehmen entstand 1996 aus der Fusion dreier Unternehmen und Produktionsgenossenschaften, namentlich AGROS - União das Cooperativas de Produtores de Leite Entre Douro e o Minho e Trás-os-Montes UCRL, LACTICOOP - União das Cooperativas de Produtores de Leite entre Douro e Mondego UCRL, und der PROLEITE/MIMOSA S.A. Lactogal ist in der Folge Marktführer für Milch und Milchprodukte in Portugal geworden, mit Marken wie Mimosa, Matinal oder Vigor. Das Unternehmen unterhält heute 15 Standorte (sieben Produktions- und fünf Logistik- und Vertriebseinheiten) an 12 Orten in Kontinentalportugal, Madeira und den Azoren.

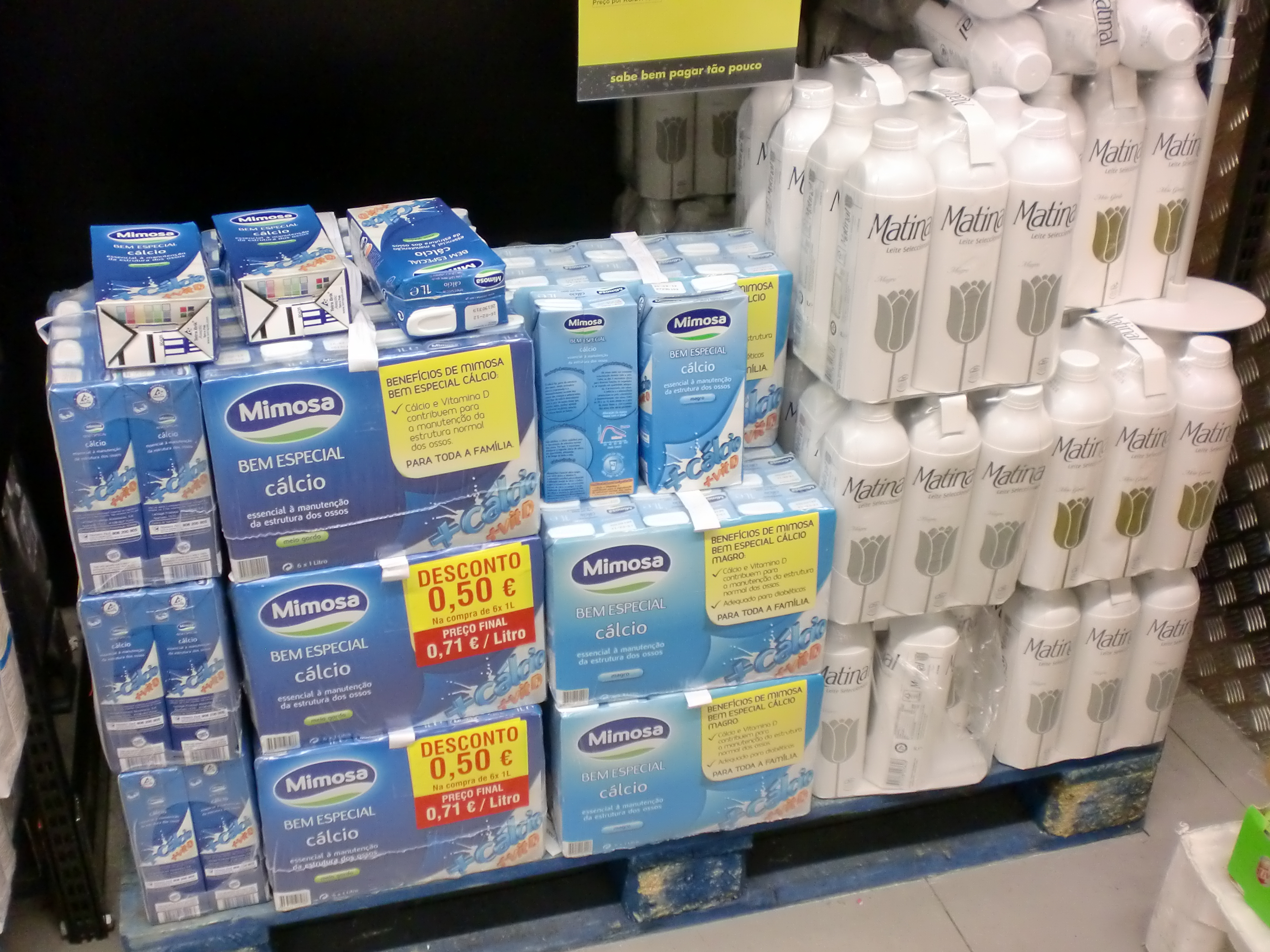
Lactogal-Produkte

2005 setzte Lactogal 683,5 Millionen Euro um, 2010 waren es 682 Millionen Euro. Durch Zukauf und Expansion verstärkte Lactogal seine Position auch in Spanien in den letzten Jahren. 2008 kamen 14 % des Umsatzes bereits aus Spanien. Insbesondere durch den Kauf der spanischen Leche Celta konnte das Unternehmen in Spanien expandieren, musste dazu jedoch als Auflage der Regulierungsbehörden sein Renoldy-Handelsmarkenunternehmen verkaufen. Unternehmensziel ist es, zu den Marktführern auf der Iberischen Halbinsel aufzusteigen.